# Amperea simulans
Amperea simulans är en törelväxtart som beskrevs av Rodney John Francis Henderson. Amperea simulans ingår i släktet Amperea och familjen törelväxter. Inga underarter finns listade i Catalogue of Life.